# Chaetodon kleinii
Chaetodon kleinii là một loài cá biển thuộc chi Cá bướm (phân chi Lepidochaetodon) trong họ Cá bướm. Loài này được mô tả lần đầu tiên vào năm 1790.

## Từ nguyên
Từ định danh kleinii được đặt theo tên của Jacob Theodor Klein, nhà sử học, toán học kiêm thực vật học và động vật học người Đức, người đã biên soạn 5 quyển về lịch sử các loài cá, và loài cá này được Klein nhắc đến trong quyển 4 với tranh minh họa do Bloch vẽ.

## Phạm vi phân bố và môi trường sống
Từ bờ biển Đông Phi, C. kleinii được phân bố trải dài về phía đông đến quần đảo Hawaii (Hoa Kỳ), quần đảo Line và quần đảo Marquises (Polynésie thuộc Pháp), ngược lên phía bắc đến vùng biển phía nam Nhật Bản, xa về phía nam đến Úc (gồm cả đảo Lord Howe) và Rapa Iti (Polynésie thuộc Pháp) nhiều cá thể lang thang cũng được bắt gặp ở quần đảo Galápagos.
Ở Việt Nam, C. kleinii được ghi nhận tại cù lao Chàm (Quảng Nam), đảo Lý Sơn (Quảng Ngãi) và quần đảo Hoàng Sa; Phú Yên; vịnh Nha Trang (Khánh Hòa); Ninh Thuận; cù lao Câu và một số đảo đá ngoài khơi Bình Thuận; cũng như tại quần đảo Trường Sa.
C. kleinii thường sống tập trung ở những khu vực mà san hô phát triển phong phú trên các rạn viền bờ và đầm phá, có khi ở những khu vực có nền đáy cát, độ sâu được tìm thấy có thể lên đến 122 m.

## Mô tả

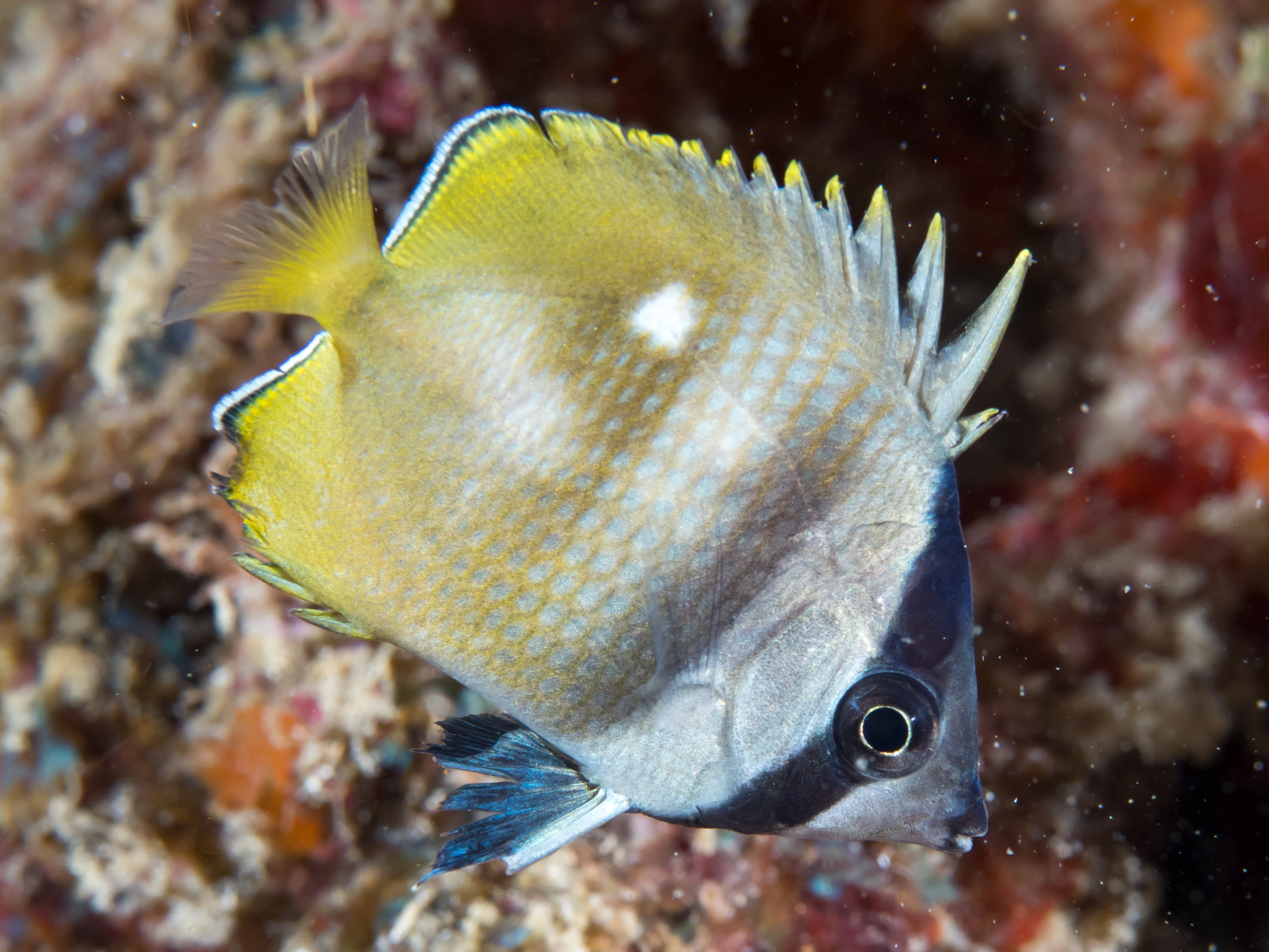
Cá con

C. kleinii có chiều dài cơ thể lớn nhất được ghi nhận là 15 cm. Loài này có hai sọc trắng dày ở thân trước, cách nhau bởi một dải sọc nâu, phần thân sau chuyển sang màu vàng nâu (bao gồm cả vây lưng và vây hậu môn). Dọc hai bên thân có những hàng chấm sáng màu. Đầu có một sọc đen từ gáy băng dọc qua mắt (dải phía trên mắt có màu xanh lam ở con trưởng thành). Cuống đuôi có vạch trắng; vây đuôi màu vàng (rìa sau trong suốt). Vây bụng sẫm màu. Vây ngực trong suốt. Vây lưng và vây hậu môn có một dải viền trắng xanh ở rìa, phía trong có một viền mảnh màu đen.
Số gai ở vây lưng: 13–14; Số tia vây ở vây lưng: 20–23; Số gai ở vây hậu môn: 3; Số tia vây ở vây hậu môn: 17–20; Số tia vây ở vây ngực: 13–15; Số gai ở vây bụng: 1; Số tia vây ở vây bụng: 5; Số vảy đường bên: 33–41.

## Sinh thái học

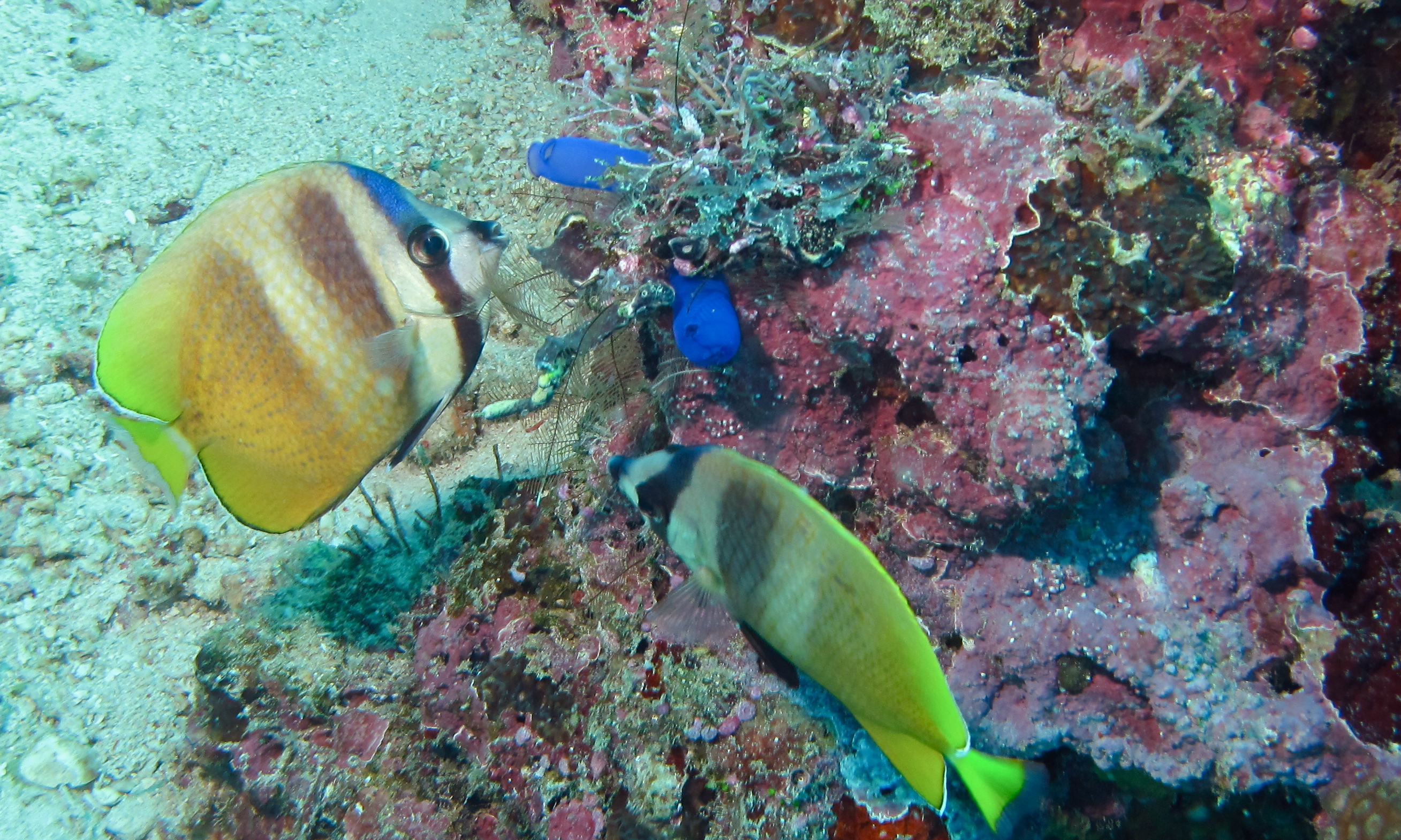
Một cặp C. kleinii

C. kleinii là loài ăn tạp, bao gồm một số loài thủy sinh không xương sống (như động vật phù du) và tảo. C. kleinii nhìn chung ưa ăn san hô mềm và san hô cứng thuộc các chi Acropora và Pocillopora, tuy nhiên chúng không hoàn toàn phụ thuộc vào nguồn thức ăn này.
C. kleinii thường sống đơn độc hoặc kết đôi với nhau, nhưng đôi khi cũng hợp thành đàn khoảng 30 cá thể.

## Lai tạp
Những cá thể mang kiểu màu trung gian giữa C. kleinii với Chaetodon unimaculatus, một loài chị em cùng phân chi Lepidochaetodon, đã được bắt gặp trong tự nhiên.

## Thương mại
C. kleinii là một loài thường được xuất khẩu trong ngành thương mại cá cảnh. Khoảng 7.000 con C. kleinii được giao dịch trong giai đoạn từ năm 1988 đến 2002.